# Arkadij Adamow
Arkadij Adamow, ros. Аркадий Григорьевич Адамов (ur. 13 lipca 1920, zm. 26 czerwca 1991) – rosyjski pisarz radziecki, autor powieści kryminalnych. Jego powieść Дело «пёстрых» jest uważana za pierwszą milicyjną w ZSRR.
W Polsce ukazała się w 1977 jego powieść Pętla (1975) w przekładzie Aleksandra Bogdańskiego.
Pochowany na Cmentarzu Dońskim w Moskwie.